# Paz de la Huerta
María de la Paz Elizabeth Sofía Adriana de la Huerta y Bruce, mais conhecida como Paz de la Huerta (3 de setembro de 1984, Nova Iorque) é uma atriz e modelo americana. É conhecida por interpretar Lucy Lanzinger na série de televisão HBO, Boardwalk Empire.
Em novembro de 2017 ela disse à revista Vanity Fair que havia sido estuprada pelo produtor Harvey Weinstein em 2010, quando tinha 26 anos. Segundo ela, após um evento, Harvey lhe oferece uma carona e insistiu para que tomassem uns drinques no apartamento dela. "Assim que entramos na minha casa, ele começou a me beijar e eu empurrei ele. Então ele me empurrou na cama e estava sem as calças e levantou a minha saia... Eu senti medo. Não foi consensual. Aconteceu muito rápido... Ele se colocou dentro de mim. Quando ele terminou, disse que ia me ligar. Eu fiquei na cama em choque.", detalhou ela. 
Em novembro de 2018, a imprensa anunciou que ela estava processando Harvey por estupro e agressão.
Em maio de 2019 ela foi hospitalizada por "distúrbios emocionais".

## Biografia[3]
Ela cresceu no SoHo em Nova Iorque e ainda mora na mesma cidade, em TriBeCa. É filha de Judith Bruce e Ricardo Ignacio de la Huerta y Ozores e tem uma irmã, Rafaela. Estudou no colégio particular Saint Ann’s, no Brooklyn, e sua mãe, sabendo que ela gostava da vida artística, a inscreveu também no Children’s Acting Studio. Ao 4 anos ela começou a trabalhar como modelo e atriz.
Entre 2008 e 2009, ela namorou Scott Weiland. Em 2011 foi presa após brigar com Samantha Swetra, da MTV, e em 2015  processou a Lionsgate Films devido a um acidente que havia sofrido em 2013, quando quebrou uma vértebra durante as filmages de Nurse 3-D.
Em maio de 2019, ela foi hospitalizada por "distúrbios emocionais".
Como atriz, seu principal papel foi Lucy Danziger em HBO’s Boardwalk Empire.
| Ano  | Filme                             | Papel             | Notas                                                              |
| ---- | --------------------------------- | ----------------- | ------------------------------------------------------------------ |
| 1998 | The Object of My Affection        | Sally aos 13 anos |                                                                    |
| 1998 | Luminous Motion                   | Beatrice          |                                                                    |
| 1999 | The Cider House Rules             | Mary Agnes        |                                                                    |
| 2000 | Law & Order                       | Chloe             | "Loco Parentis" (Episódio 215)                                     |
| 2000 | The Practice                      | Jenny Holbrook    | "Black Widows" (S4E17)                                             |
| 2000 | Law & Order: Special Victims Unit | Karen Raye        | "Chat Room" (S1E18)                                                |
| 2000 | Looking for an Echo               | Nicole Delgado    |                                                                    |
| 2001 | Bailey's Mistake                  | Becca Donovan     | Filme de TV                                                        |
| 2001 | Chelsea Walls                     | Girl              |                                                                    |
| 2001 | Riding in Cars with Boys          | Phone Call Flirt  |                                                                    |
| 2002 | "A Girl's Guide to the Galaxy"    | Maxie             | Curta-Metragem                                                     |
| 2002 | A Walk to Remember                | Tracie            |                                                                    |
| 2003 | Bringing Rain                     | Dakota Cunningham |                                                                    |
| 2003 | Rick                              | Vicki             |                                                                    |
| 2004 | Homework                          | Sara              |                                                                    |
| 2004 | Light and the Sufferer            | Annette           |                                                                    |
| 2005 | Steal Me                          | Lily Rose         |                                                                    |
| 2005 | Fierce People                     | Jilly             |                                                                    |
| 2006 | Hollywood Dreams                  | Guest at Wedding  |                                                                    |
| 2006 | 5up 2down                         | Allie             |                                                                    |
| 2006 | Nail Polish                       | Becky Burns       |                                                                    |
| 2006 | The Tripper                       | Jade              |                                                                    |
| 2007 | Anamorph                          | Young Woman       |                                                                    |
| 2007 | Neal Cassady                      | Tonya Novak       |                                                                    |
| 2008 | The Guitar                        | Cookie            |                                                                    |
| 2008 | Choke                             | Nico              |                                                                    |
| 2008 | Deception                         | List Member #1    |                                                                    |
| 2009 | The Limits of Control             | Nude              |                                                                    |
| 2009 | Enter the Void                    | Linda             |                                                                    |
| 2010 | Boardwalk Empire                  | Lucy Danziger     | Papel principal                                                    |
| 2011 | 4:44 Last Day on Earth            |                   |                                                                    |
| 2011 | "Video Games" por Lana Del Rey    | Ela mesma         |                                                                    |
| 2012 | Nurse 3D                          | Abby Russell      | Papel principal                                                    |
| 2012 | The Girl is in Trouble            | Maria             |                                                                    |
| 2013 | In the Woods                      |                   | Participação em The Being Experience - trilogia de Jennifer Elster |
| 2013 | Inferno: A Linda Lovelace Story   | Bobo              |                                                                    |
| 2013 | Tranzloco                         |                   |                                                                    |
| 2013 | Amsterdam                         |                   |                                                                    |
| 2014 | Only the Lonely                   | Margo             |                                                                    |